# داني غونزاليس
داني غونزاليس (بالإسبانية: Daniel González Flores) هو لاعب كرة قدم إسباني، ولد في 18 مارس 2002.